# Herakliusz Lisański
Herakliusz Lisański herbu Lis (ur. 1702, zm. 19 marca 1771) – duchowny unicki, doktor teologii i filozofii.

## Życiorys
Członek zakonu bazylianów. W latach 1725–1729 studiował w Kolegium Urbanum przy Kongregacji Rozkrzewiania Wiary w Rzymie. W kwietniu 1727 otrzymał święcenia kapłańskie. 2 kwietnia 1729 został ogłoszony doktorem filozofii i teologii. Brał udział w obradach kapituły w Dubnie (25 maja – 12 czerwca 1743), podczas której dwa odłamy bazylianów połączyły się w jeden zakon. W 1747 wybrany protoihumenem litewskiej prowincji bazyliańskiej a w 1759 na jej prowincjała. W czerwcu 1762 nominowany na tytularnego greckokatolickiego arcybiskupa smoleńskiego, konsekrowany 27 września 1763. Pełnił funkcję opiekuna katolików w Imperium Rosyjskim.